# Сартаково (Куйбышевский район)
Сартаково — деревня в Куйбышевском районе Новосибирской области. Входит в состав Октябрьского сельсовета.

## География
Площадь деревни — 11 гектаров.

## История
В 1926 году деревня состояла из 35 хозяйств, основное население — русские. В административном отношении находилась в составе Кисилёвского сельсовета Барабинского района Барабинского округа Сибирского края.

## Население
| 1926 | 2002 | 2007 | 2010 |
| ---- | ---- | ---- | ---- |
| 195  | ↘24  | ↗31  | ↗49  |

## Инфраструктура
В деревне по данным на 2007 год отсутствует социальная инфраструктура.